# エル・イルーヴァタール
エル・イルーヴァタール（Eru Ilúvatar）は、J・R・R・トールキンの中つ国を舞台とした小説、『シルマリルの物語』の登場人物。中つ国の唯一神。単純にエル（唯一なるもの）もしくはイルーヴァタール（万物の父）とも呼ばれる。
アイヌアを作り出し、そのアイヌアと共に世界を作り出した。しかるのちイルーヴァタールの子らをアルダに目覚めさせた。

## 創造神エル
アイヌリンダレ（アイヌアの音楽）が語るところでは、エルはその思いの中からアイヌアを生み出した。エルはアイヌアに音楽の主題を明かし、アイヌアにはこれを全霊をもって彩ることを命じた。アイヌアの音楽は美しいものだったが、アイヌアのうちもっとも力あるメルコールは自らの考えを音楽に織り込もうと試み、不協和音が生じた。そのため主題に忠実なアイヌアは沈黙した。エルは第二の主題を明かし、音楽は新たに美しくなった。メルコールはふたたびこれと争い勝利した。しかしエルが第三の主題を明らかにすると、メルコールの不協和音は音楽に織り込まれて消え去り、音楽は終わった。

### アルダの幻視
次にエルは音楽によって生み出されたものをアイヌアに見せた。音楽によって世界が生じ、アイヌアは世界とその育つのを見てよろこんだ。エルは多くを語り、そのためアイヌアは世界の来し方行く末を知ることとなった。

### イルーヴァタールの子ら
しかしアイヌアは世界にイルーヴァタールの子らがいるのを見て驚いた。かれらは第三の主題とともにエルによって形作られ、アイヌアは誰一人かれらの創造に関わらなかったからである。アイヌアはかれらの歴史を見たが、人間たちの時代が来て、エルフが去っていく前に幻は消えた。

### アイヌアの下向
次にエルは存在する世界、「エア」を創造し、望むものはここに下っていくことを許した。これ以後エアに下りたアイヌアはエアの内側に縛られ、世界の終末まで留まることになる。エアの中では、エルの思いはアイヌアからは隠され、ただ一人マンウェだけが自分の心の深奥にエルの声を聞くことが出来た。多くのアイヌアが下向し、幻の中に見たような世界を形成すべくつとめた。しかしメルコールもまた下り、アルダの王たることを望み、他のアイヌアの仕事をおおいに損なった。

## トールキンにとってのエル
『シルマリルの物語』は神話の体裁をとった虚構であるが、トールキンはエルとキリスト教の神とが同一であると考えていた。